# 2066 & Then
2066 & Then (ook wel Twenty Sixty Six and Then genoemd) was een Duitse progrockband. De in de lente van 1971 opgerichte band ontleende haar naam aan de Slag bij Hastings in 1066. In de zomer van 1971 namen de bandleden in de Dierks Studio hun debuutalbum op, in 1972 door United Artists Records uitgegeven en getiteld Reflections on the Future. Ze gingen uiteen in de zomer van 1972.
Gagey Mrozeck (gitaar) en Geff Harrison (zang) sloten zich na 2066 & Then aan bij de band Kin Ping Meh. Dieter Bauer (basgitaar) maakte later deel uit van Aera en speelde op hun album Humanum Est. Konstantin Bommarius (drums) voegde zich achtereenvolgens bij Abacus en Karthago. Steve Robinson (toetsen, zang) was in 1974 te horen op het album Only the Dancers van Nine Days' Wonder. Veit Marvos (toetsen, zang) speelde in de jaren zeventig bij Emergency.

## Discografie
- Reflections on the Future (1972)

## Samenstelling
- Dieter Bauer - basgitaar
- Gagey Mrozeck - gitaar
- Geff Harrison - zang
- Konstantin Bommarius - drums
- Steve Robinson - toetsen, zang
- Veit Marvos - toetsen, zang